# Marc Staal
Marc Staal (Thunder Bay, 13 gennaio 1987) è un hockeista su ghiaccio canadese di ruolo difensore. Gioca per i Detroit Red Wings, di cui è uno dei capitani. È fratello di Jordan ed Eric Staal (entrambi dei Carolina Hurricanes) e di Jared (dei Charlotte Checkers); è l'unico difensore tra i fratelli.